# Hevossaari (ö i Sevettijärvi, Enare)
Hevossaari, enaresamiska: Heastasuolu, skoltsamiska: Hiävušlássá, är en ö i Finland. Den ligger i sjön Sevettijärvi och i kommunen Enare i den ekonomiska regionen Norra Lappland och landskapet Lappland, i den norra delen av landet, 1 100 km norr om huvudstaden Helsingfors. Öns area är 0,7 hektar och dess största längd är 120 meter i sydväst-nordöstlig riktning.